# Geilnau
Geilnau ist eine Ortsgemeinde im Rhein-Lahn-Kreis in Rheinland-Pfalz. Sie gehört der Verbandsgemeinde Diez an.

## Geographie
Geilnau liegt östlich der Lahn am „Cramberger Bogen“ etwa 9 km südwestlich von Limburg an der Lahn und etwa 12 km südöstlich von Montabaur.

## Geschichte
Die Ersterwähnung Geilnaus war im Jahre 1284. Der ursprüngliche Name Geilenowe leitet sich von geil = fruchtbar, üppig und owe = Au ab. Demnach bedeutet der Name „fruchtbare Au“. 1544 wurde die Kapelle in Geilnau erstmals erwähnt. Der Ort gehörte zur Zeit des Heiligen Römischen Reiches deutscher Nation zur Reichsgrafschaft Holzappel. Der Ort gehörte ab 1806 zum Herzogtum Nassau, das 1866 von Preußen annektiert wurde. Um 1885 gehörte Geilnau zum Kreis Unterlahn im preußischen Regierungsbezirk Wiesbaden und hatte 297 Einwohner. Seit 1946 ist der Ort Teil des Landes Rheinland-Pfalz.
Die erste Volksschule erhielt Geilnau 1828. Diese wurde 1969 aufgelöst, seither gehört Geilnau zum Einzugsgebiet der „Esterauschule“ in Holzappel.
1790 wurde eine im Dreißigjährigen Krieg von der Bevölkerung verschüttete Mineralquelle neu gefasst. Das sogenannte „Geilnauer Sauerwasser“ wurde zwischen 1790 und 1894 in großen Mengen verkauft. Seine größte Bedeutung erlangte die „Geilnauer Mineralquelle“ in den 1830er Jahren, die verkaufte Menge ging danach zurück, 1894 wurde der Verkauf eingestellt. Das „Geilnauer Sauerwasser“ trat mit einer Temperatur von 10,5 °C aus unter dem Lahnbett liegenden Quellen aus dem Schiefer hervor. Es hatte einen Kohlensäuregehalt von 2,6751 g/l, einen Natriumcarbonatgehalt von 1,0178 g/l, einen Eisen(II)-carbonatgehalt von 0,0011 g/l sowie einen Kochsalzgehalt von 0,0347 g/l.
Das „Geilnauer Sauerwasser“ wurde zu Klasse der sogenannten „eisenhaltigen Säuerlinge“ gerechnet.
Zwischen 1900 und 1937 und erneut ab 1980 ist auf dem Gebiet der Ortsgemeinde Geilnau Säulenbasalt abgebaut worden. In der ersten Hälfte des 20. Jahrhunderts waren zeitweilig bis zu 230 Arbeiter im Basaltabbau beschäftigt.
Bevölkerungsentwicklung
Die Entwicklung der Einwohnerzahl von Geilnau, die Werte von 1871 bis 1987 beruhen auf Volkszählungen:
| Jahr | Einwohner |
| 1815 | 141       |
| 1835 | 249       |
| 1871 | 334       |
| 1905 | 382       |
| 1939 | 326       |

| Jahr | Einwohner |
| 1950 | 406       |
| 1961 | 424       |
| 1970 | 384       |
| 1987 | 351       |
| 2005 | 390       |

## Religion
Auf evangelischer Seite ist der Ort seit etwa 1700 der Kirchengemeinde Langenscheid zugeordnet, die zum Dekanat Nassauer Land in der Propstei Rheinhessen-Nassauer Land der Evangelischen Kirche in Hessen und Nassau (EKHN) gehört; zuvor gehörte der Ort zur evangelischen Kirchengemeinde in Holzappel.
Auf katholischer Seite ist Geilnau der römisch-katholischen Gemeinde St. Bonifatius in Holzappel zugeordnet und gehört mit ihr zum Pastoralen Raum Diez, welcher selbst wiederum dem Bezirk Limburg im Bistum Limburg eingegliedert ist.
Mitten im Ort befindet sich die Mönchskite St. Spiridon der Serbisch-Orthodoxen Kirche.

## Politik

### Gemeinderat
Der Gemeinderat in Geilnau besteht aus acht Ratsmitgliedern, die bei der Kommunalwahl am 9. Juni 2024 in einer Mehrheitswahl gewählt wurden, und dem ehrenamtlichen Ortsbürgermeister als Vorsitzendem.

### Bürgermeister
Ortsbürgermeister von Geilnau ist Friedhelm Rücker (SPD). Bei der Direktwahl am 26. Mai 2019 wurde er mit einem Stimmenanteil von 82,44 % und am 9. Juni 2024 als einziger Bewerber mit 73,5 % wiedergewählt.

## Kultur und Sehenswürdigkeiten
- Fernradweg Lahntal-Radweg: er führt von Laurenburg nach Hausen entlang der Lahn durch die Ortsgemeinde Geilnau.
- Waldecksches Jagdschloss

Siehe auch: Liste der Kulturdenkmäler in Geilnau

## Verkehr
Geilnau liegt an der Kreisstraße 25, die von Ost nach West führt und bei Birlenbach östlich von Geilnau in die Landesstraße 318 und in Holzappel westlich von Geilnau in die B 417 mündet.
Die nächstgelegenen Fernbahnhöfe sind die ICE-Bahnhöfe Montabaur und Limburg Süd.